# Adewale Ogunleye
Adewale Ogunleye (Brooklyn, Nueva York, Estados Unidos; 9 de agosto de 1977) es un exjugador de fútbol americano que jugó en la posición de defensive end (ala defensiva) con los Miami Dolphins, Chicago Bears y Houston Texans de la National Football League (NFL).

## Infancia
Ogunleye tiene su pasado en Nigeria. Su abuelo era el rey de la ciudad nigeriana de Emure, a dos horas y media de la ciudad de Lagos. Su apellido significa "Dios de Hierro".
Ogunleye jugó al fútbol americano en la escuela Tottenville High School en la ciudad de Staten Island, Estados Unidos. Su padre es un trabajador social, empleado de la ciudad de Nueva York.

## Carrera colegial
Adewale jugó fútbol americano colegial en la Universidad de Indiana, donde fue un titular los cuatro años de su estancia (1996-1999) para el equipo, comenzando 37 de los 39 partidos jugados. Durante su carrera, consiguió 34 capturas de mariscal de campo (quinto de todos los tiempos en la historia de la Big Ten Conference), 167 tackles, incluyendo 64 tackles para pérdida de yardas y 3 recuperaciones de fumbles.
Comenzó como titular cada uno de los 6 primeros juegos de su temporada como sénior, antes de sufrir un desgarro en la rodilla en el sexto juego de la temporada contra Northwestern, el 9 de octubre de 1999. Antes de la lesión había cuantificado 22 tackles, incluyendo 11 tackles para pérdida de yardas y 7.5 capturas de mariscal de campo.
Segundo mejor equipo de toda la Big Ten Conference cuando era junior, comenzando todos los 11 juegos y registrando 56 tackles, con 17 tackles para pérdida de yardas y 8 capturas de mariscal de campo. Mejor equipo de la Big Ten Conference como sophomore cuando él comenzó todos los 11 juegos y grabando 42 tackles con 21 tackles para pérdida de yardas y 10 capturas de mariscal de campo (números más altos de su carrera colegial).
Su número más alto en un solo juego fueron cuatro capturas de mariscal de campo contra Ohio State, comenzando 9 de los 11 partidos en los que él jugó como freshman en 1996 cuantificando 47 tackles, con 15 tackles para pérdida de yardas (más alto de su equipo) y 8.5 capturas de mariscal de campo.
Se graduó de Bloomington con un título en Inglés, enrolándose posteriormente en trabajos de postgrado durante la temporada 1999.

## Carrera en la NFL
Estuvo situado en el 9° lugar en la NFL con 46 capturas de mariscal de campo desde 2002, registrando por lo menos 9.5 capturas en tres de sus cinco temporadas. Ha obtenido 0.52 capturas de mariscal de campo por juego como miembro de los Chicago Bears (21.5 capturas en 41 encuentros), el 3° porcentaje más alto para un jugador de Chicago desde 1982. Sus 21.5 capturas son también las más altas en un periodo de tres años para un jugador de la línea defensiva de los Chicago Bears desde que Jim Flanigan marcara 22 capturas de 1995 a 1997.
Es dueño de 12 juegos multi-capturas en los que sus equipos han obtenido un récord de 10-2 (5-0 con Chicago). Ha registrado cuatro recuperaciones de fumble desde su llegada a los Chicago Bears en 2004, la marca más alta de un jugador en activo de su equipo en ese periodo. Comenzó 73 de 80 partidos jugados en su carrera, incluyendo todos los 41 en Chicago, totalizando 323 tackles, 12 tackles para pérdida de yardas, 15 pases desviados, 11 fumbles forzados y 8 recuperaciones de fumble en su carrera.
Inició 14 o más juegos en cuatro de sus últimas cinco temporadas. Ha marcado su máximo de tres capturas de mariscal de campo en un mismo partido en tres oportunidades: el 20 de noviembre de 2005 contra las Carolina Panthers, el 12 de octubre de 2003 contra los Jacksonville Jaguars y el 17 de noviembre de 2002 contra los Baltimore Ravens. Tiene 18 tackles, 3 de ellos para pérdida de yardas, mientras lidera a los jugadores activos de los Chicago Bears con tres capturas de mariscal de campo en cuatro juegos de titular en postemporada. Encabezó a su equipo con 10 capturas en 2005, convirtiéndose en el primer ala defensivo de los Chicago Bears en marcar dos dígitos en este departamento en la temporada desde Richard Dent en 1993.
Consiguió su primera aparición en el Pro Bowl en 2003 cuando lideró a la AFC con sus números más altos de 15 capturas de mariscal de campo. Se convirtió en el 6° ala defensivo de los Miami Dolphins en ser votado para el Pro Bowl después de marcar la 5° marca más alta de capturas en una sola temporada en la historia de la franquicia. Acumuló 9.5 capturas de mariscal de campo en 2002 mientras comenzaba todos los 16 juegos, incluyendo 4.5 capturas en 4 juegos consecutivos (del 1 de diciembre al 21 de diciembre). Fue nombrado dos veces AFC Defensive Player of the Week (Jugador Defensivo de la Semana en la AFC) el 17 de noviembre de 2002 y el 21 de septiembre de 2003.

### 2000 y 2001
Ogunleye firmó con los Miami Dolphins en el año 2000 como un agente libre no seleccionado en el draft. Pasó el primer año de su carrera como novato en la NFL en la reserva de lesionados desde el 22 de agosto, debido a una lesión de rodilla sufrida durante su último año en la universidad.
En 2001, jugó siete juegos con los Miami Dolphins, terminando con un total de cinco tackles y media captura de mariscal de campo. Estuvo inactivo los primeros tres partidos y durante el juego divisional contra los Baltimore Ravens.

### 2002
Comienza con su papel titular con los Miami Dolphins abriendo todos los 16 partidos como ala defensivo, haciendo equipo con Jason Taylor formando el más potente dueto capturando mariscales de campo. Se ranqueó 8° en el equipo y 2° en la línea defensiva con 59 tackles, incluyendo 9.5 capturas (sexto en la AFC) para un total de 62 yardas en pérdida en la temporada, 26 presiones de mariscal, doa recuperaciones de fumble, tres fumbles forzados y tres pases desviados.
Sus números en capturas de mariscal de campo lo llevaron a ser 2° en su equipo, 6° en la AFC y 17° en la NFL. Estableció un récord en la pretemporada con 8 capturas. Acumuló por lo menos una captura en cuatro juegos consecutivos del juego 11 al 15, terminando con el partido de final de temporada en contra de los New England Patriots, igualando la cuarta mejor marca en la historia de los Miami Dolphins. Obtuvo su primer nombramiento como AFC Defensive Player of the Week (Jugador Defensivo de la Semana en la AFC) en su carrera justo después de haber conseguido sus números más altos con tres capturas de mariscal de campo contra los Baltimore Ravens el 17 de noviembre, totalizando siete tackles en su primer juego multi-capturas mientras también forzó un fumble. En el juego de lunes por la noche contra los Chicago Bears realizó una captura de mariscal de campo y forzó y recuperó un fumble en el mismo partido.

### 2003
Fue titular en el primer Pro Bowl de su carrera después de liderar la AFC (2° en la NFL) y a los Miami Dolphins con 15 capturas de mariscal de campo. Titular en todos los 16 partidos de la temporada como ala defensivo, regisrando 73 tackles, seis tackles para pérdida de yardas, 40 presiones de mariscal, dos fumbles forzados, una recuperación de fumble y seis pases desviados.
Con Ogunleye en el equipo, los Miami Dolphins fueron nombrados como el primer equipo de la AFC por Pro Football Weekly (Fútbol Profesional Semanal) y él fue nombrado MVP (jugador más valioso) de su equipo en una votación de los medios de Florida. Consiguió cinco juegos multi-capturas en los que los Miami Dolphins estuvieron 4-1. Se ranqueó 6° en el equipo y 1° en la línea defensiva en tackles. Acumuló siete tackles con dos capturas de mariscal de campo contra los Buffalo Bills el 21 de noviembre, para obtener su segundo nombramiento como AFC Defensive Player of the Week. También consiguió cuatro tackles con dos capturas de mariscal de campo en el Thanksgiving Day (Día de acción de gracias) el 27 de noviembre, una de las cuales generó un fumble que fue regresado 34 yardas para un touchdown de Jayson Taylor.

### 2004
Adewale fue adquirido por los Chicago Bears vía transferencia por el receptor abierto Marty Booker durante la pretemporada, en la cual fue situado de 3° en el equipo con cinco capturas de mariscal de campo entre 51 tackles, tres fumbles forzados y una recuperación de fumble, mientras comenzaba como titular todos los 12 encuentros jugados como ala defensivo, antes de ser colocado en la reserva de lesionados el 28 de diciembre.
Comenzó del juego 1 al 5 y del 8 al 14 en su posición, pero estuvo inactivo los juegos 6,7 y 15 debido a una lesión en la pierna. Realizó cuatro capturas de mariscal de campo durante cinco juegos consecutivos desde el 7 de noviembre contra los New York Giants hasta el 5 de diciembre contra los Minnesota Vikings, periodo durante el cual el equipo lograba una marca de 3-2. Ogunleye marcó su primera captura con los Chicago Bears en Minnesota el 26 de noviembre, forzando un fumble, uno en la captura y otro que arrancó de las manos de Onterrio Smith regresándolo 7 yardas. Consiguió 1.5 capturas de mariscal de campo contra los Tennessee Titans el 14 de noviembre, forzando un fumble y media captura con Alex Brown en tiempo extra; entonces anotó el safety ganador del juego al derribar al tackle Fred Miller, quien apenas recuperaba el fumble en la zona de anotación.

### 2005
Fue titular en todos los 15 encuentros jugados mientras lideraba a los Chicago Bears con 10 capturas de mariscal de campo, convirtiéndose en el primer ala defensivo del equipo en marcar capturas de dos dígitos en una temporada desde Richard Dent en 1993. Fue situado en el 6° en la NFC y empató en 15° en la NFL en capturas. Concluyó como 5° en el equipo mientras lideraba la línea defensiva con 77 tackles, número más alto en su carrera, incluyendo ocho tackles para pérdida de yardas, cuatro pases desviados, dos fumbles forzados y 1 recuperación de fumble. Comenzó los primeros 15 juegos y estuvo inactivo en el juego 16.
En combinación con Alex Brown marcaron 16 sacks, 2° mejor marca en la NFC y 7° en la NFL. Fue nombrado 2° suplente en el Pro Bowl.

### 2006
Ogunleye fue situado en el 3° con los Chicago Bears con 6.5 sacks mientras lideraba al equipo con 12 sacks y tres recuperaciones de fumble, incluyendo uno en el 4° cuarto en Minnesota el 24 de noviembre, lo que conllevó a una anotación que puso al frente a su equipo. Comenzó todos los 14 juegos de la temporada regular, marcando dos juegos multi-capturas y consiguiendo 58 tackleadas, un pase desviado, una tackleada para pérdida de yardas y un fumble forzado.
Comenzó los tres juegos de postemporada y lideró al equipo con dos capturas, incluyendo uno en el juego de campeonato de la NFC contra los New Orleans Saints el 21 de enero donde fue despojado y posteriormente recuperó el balón del quarterback Drew Brees, todo en la misma jugada. Comenzó los primeros cuatro juegos, del juego 7 al 16 y los tres juegos de postemporada como ala defensivo. Estuvo inactivo los juegos 4 y 5 por una lesión en los isquiotibiales.

### Houston Texans
El 14 de septiembre de 2010, Ogunleye firmó un contrato por un año con los Houston Texans luego de finalizar su acuerdo con los Bears. Al finalizar la temporada se retiró como jugador profesional.

## Estadísticas generales
|  | Seleccionado al Pro Bowl |

| Año   | Equipo | Juegos | Juegos | Tacleadas | Tacleadas | Tacleadas | Tacleadas | Intercepciones | Intercepciones | Intercepciones | Intercepciones | Intercepciones | Intercepciones | Balones sueltos | Balones sueltos | Balones sueltos | Balones sueltos |
| Año   | Equipo | GP     | GS     | Comb      | Total     | Ast       | Sck       | PDef           | Int            | Yds            | Avg            | Lng            | TDs            | FF              | FR              | Yds             | TDs             |
| ----- | ------ | ------ | ------ | --------- | --------- | --------- | --------- | -------------- | -------------- | -------------- | -------------- | -------------- | -------------- | --------------- | --------------- | --------------- | --------------- |
| 2000  | MIA    | 0      | 0      | 0         | 0         | 0         | 0.0       | 0              | --             | --             | --             | --             | --             | 0               | 0               | --              | --              |
| 2001  | MIA    | 7      | 0      | 3         | 1         | 2         | 0.5       | 0              | --             | --             | --             | --             | --             | 0               | 0               | --              | --              |
| 2002  | MIA    | 16     | 16     | 45        | 33        | 12        | 9.5       | 3              | --             | --             | --             | --             | --             | 3               | 2               | 0               | 0               |
| 2003  | MIA    | 16     | 16     | 64        | 43        | 21        | 15.0      | 5              | --             | --             | --             | --             | --             | 2               | 1               | 0               | 0               |
| 2004  | CHI    | 12     | 12     | 38        | 29        | 9         | 5.0       | 2              | --             | --             | --             | --             | --             | 1               | 1               | 7               | 0               |
| 2005  | CHI    | 15     | 15     | 40        | 36        | 4         | 10.0      | 5              | --             | --             | --             | --             | --             | 1               | 1               | 0               | 0               |
| 2006  | CHI    | 14     | 14     | 43        | 29        | 14        | 6.5       | 2              | --             | --             | --             | --             | --             | 1               | 3               | 0               | 0               |
| 2007  | CHI    | 16     | 16     | 58        | 53        | 5         | 9.0       | 3              | --             | --             | --             | --             | --             | 6               | 3               | 14              | 0               |
| 2008  | CHI    | 16     | 16     | 62        | 48        | 14        | 5.0       | 5              | 1              | 0              | 0.0            | 0              | 0              | 0               | 0               | --              | --              |
| 2009  | CHI    | 14     | 14     | 38        | 26        | 14        | 6.5       | 0              | --             | --             | --             | --             | --             | 0               | 3               | -2              | 0               |
| 2010  | HOU    | 4      | 0      | 2         | 1         | 1         | 0.0       | 0              | --             | --             | --             | --             | --             | 0               | 0               | --              | --              |
| Total | Total  | 130    | 119    | 393       | 299       | 94        | 67.0      | 25             | 1              | 0              | 0.0            | 0              | 0              | 14              | 14              | 19              | 0               |

Fuente: Pro-Football-Reference.com

## Vida privada
Adewale Ogunleye ha trabajado con la Muscular Dystrophy Association (Asociación de la Distrofia Muscular) y Read Across America (Lectura a Través de América). Ha asistido en la construcción de casas para Habitat for Humanity (Hábitat para la Humanidad). A menudo invierte sus días libres dando conferencias en escuelas, visitando hospitales y asistiendo a diversos eventos de caridad. Lo conocen con el apodo de "Wale" (juego de palabras hecho con la última parte de su nombre, similar al sonido anglosajón de "Whale", que significa ballena).
También se ha aventurado en Nigeria, país donde sus padres nacieron, y sueña con regresar para establecer programas educativos para los jóvenes. Ha entablado amistad con Osi Umenyiora fuera de la temporada de la NFL; con Michael Strahan, R.W. McQuarters y Sam Madison.